# Viktor Kühne

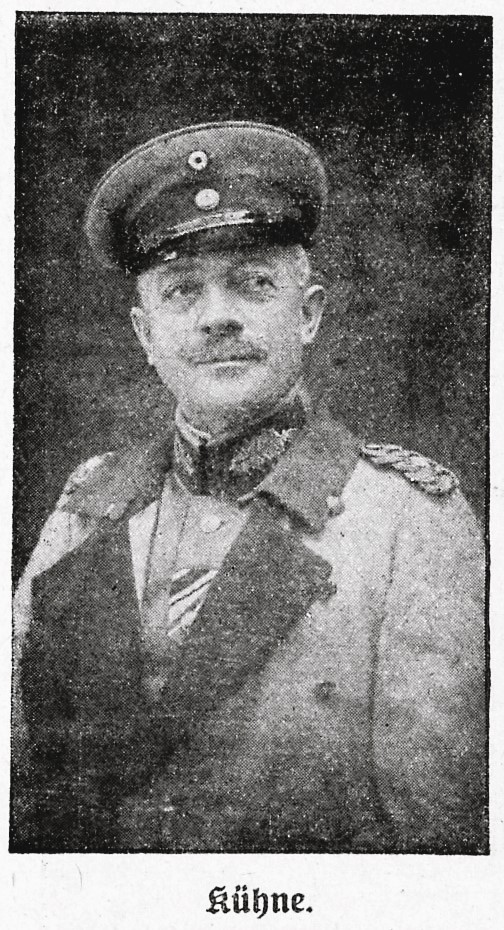
General Viktor Kühne

Otto Viktor Kühne (* 28. März 1857 in Mogilno; † 9. Februar 1945 in Ellingshausen bei Meiningen) war ein preußischer General der Artillerie sowie Kommandierender General des XI. Armee-Korps während des Ersten Weltkrieges.

## Leben
Kühne wurde als Sohn eines Landrats geboren und trat 1876 nach dem Abitur als Avantageur in das 1. Kurhessische Feldartillerie-Regiment Nr. 11 ein. 1877 zum Leutnant befördert, bleibt er mehrere Jahre Abteilungsadjutant. Im Jahre 1888 wurde er an die Kriegsakademie kommandiert und danach ins 2. Lothringische Feldartillerie-Regiment Nr. 34 versetzt, wo seine Beförderung zum Hauptmann erfolgte. 1893 wurde er Lehrer an der Feldartillerie-Schießschule in Jüterbog. Von 1897 bis 1903 arbeitet Kühne im Kriegsministerium und wurde dort Major. Er wurde am 3. Juli 1902 Kommandeur der I. Abteilung des Feldartillerie-Regiments „von Scharnhorst“ (1. Hannoversches) Nr. 10 und übernahm am 24. April 1904 als Kommandeur das 2. Hannoversche Feldartillerie-Regiment Nr. 26. In dieser Funktion erfolgte am 18. Mai 1905 seine Beförderung zum Oberstleutnant. 1907 wurde er zum Kommandeur des Lehr-Regiments der Feldartillerie-Schießschule ernannt, wo er 1908 zum Oberst befördert wurde. Als Kommandeur der Feldartillerie-Schießschule wurde er 1910 nach Jüterbog versetzt. Mit der Beförderung zum Generalmajor folgte am 2. Juli 1913 Kühnes Ernennung zum Kommandeur der 30. Feldartillerie-Brigade in Straßburg.

### Erster Weltkrieg
Mit der Mobilmachung wurde Kühne Kommandeur der zum XVIII. Armee-Korps (4. Armee) gehörenden Großherzoglich Hessischen Division. Die Division drang über Belgien in die Champagne und nahm im September an der Marneschlacht teil. Nach dem Rückzug von der Marne lag die Division bei Stellungskämpfen um Roye. Hier wurde er am 27. Januar 1915 zum Generalleutnant befördert. Ein Granatsplitter verwundete ihn am 29. Mai 1915. Die Division gehörte zu den Angriffsdivisionen der 5. Armee die am 21. Februar 1916 den Angriff auf Verdun begann.
Am 23. August 1916 wurde er vorübergehend mit der Leitung es vor Reims liegenden Generalkommandos des XII. Armee-Korps beauftragt. Am 4. September 1916 ernannte ihn der Kaiser zum Kommandierenden General des neuaufgestellten Generalkommandos (z. b. V.) Nr. 54. Dieses wurde zuerst in Verdun eingesetzt, am 12. Oktober aber nach Ungarn versetzt.
16 Tage später erhielt der Generalleutnant den Befehl die Führung einer neu zu bildenden Armeegruppe bei Petroszény zu übernehmen. Sie bestand aus der 41., 109., 11. bayrischen und 301. Infanterie-Division sowie dem Kavallerie-Korps „Schmettow“ (6. und 7. Kavallerie-Division). Am 2. Dezember 1916 kämpfte die Gruppe Kühne in der Schlacht am Argesch. Schon am 6. Dezember standen seine Divisionen vor Bukarest. In Anerkennung des Siegeszugs erhielt er am 11. Dezember 1916 den Orden Pour le Mérite verliehen. Im Januar 1917 kämpfte sie in der Schlacht an der Putna.
Am 2. Februar 1917 wurde er zum Kommandierenden General des vor Ypern liegenden IX. Reserve-Korps ernannt. Doch schon am 13. März übernahm er das XI. Armee-Korps. In der Schlacht an der Aisne führte er die Gruppe „Vailly“ für deren Leitung er am 12. Juli den Stern zum Roten Adlerorden II. Klasse mit Eichenlaub und Schwertern erhielt. Nachdem er am 27. August 1917 einen Teil der Front von Verdun, die Gruppe „Ornes“, als Kommandierender General des V. Reserve-Korps übernommen hatte, erhielt er am 21. November wieder die Leitung des XI. Armee-Korps. Anfang Januar 1918 oblag ihm die Ausbildung von Divisionen für die geplante Frühjahrsoffensive. Im Februar wurde er am linken Flügel der 17. Armee bei Cambrai eingesetzt. Ende des Krieges bekam er von der Obersten Heeresleitung den Auftrag, die östliche Hälfte Belgiens für die Verteidigung zu erkunden.

### Weimarer Republik
Nach dem Waffenstillstand wurde das Generalkommando des XI. Armee-Korps nach Kassel, seinem Friedensstandort, zurückverlegt. Sein im Juli 1919 eingereichtes Abschiedsgesuch beantwortete die Regierung mit dem Ersuchen bis zur Auflösung des Generalkommandos im Dienst zu bleiben. Am 30. September 1919 wurde er dann mit dem Charakter als Generals der Artillerie zur Disposition gestellt und in den Ruhestand verabschiedet.
Er zog sich nach Berlin-Wilmersdorf zurück und beschäftigte sich nach seinem Übertritt in den Ruhestand mit fremden Sprachen und kulturgeschichtlichen Studien.

## Familie
Kühne heiratete 1882 Maria von Eschwege (1862–1935), eine Enkelin Ludwig Emil Grimms. Aus der Ehe ging unter anderem die Tochter Therese (1895–1961) hervor, die 1919 den später von der SS ermordeten Nachrichtenoffizier Herbert von Bose (1893–1934) heiratete.